# Goya/Bester europäischer Film
Gewinner und Nominierte für den spanischen Filmpreis Goya in der Kategorie Bester europäischer Film (Mejor película europea) seit der Verleihung im Jahr 1993, bei der erstmals der Goya in dieser Kategorie vergeben wurde. Ausgezeichnet werden die besten europäischen Filmproduktionen des jeweils vergangenen Jahres.
Mit Good Bye, Lenin! von Wolfgang Becker und Gegen die Wand von Fatih Akin konnten 2004 bzw. 2005 zwei deutsche Filme den Goya in dieser Kategorie gewinnen. Mit Liebe von Michael Haneke gewann 2014 erstmals ein österreichischer Film.
Die unten aufgeführten Filme werden mit ihrem deutschen Verleihtitel (sofern vorhanden) angegeben, danach folgt in Klammern in kursiver Schrift der Originaltitel.

## 1990er Jahre
1993
Indochine, Frankreich – Regie: Régis Wargnier
- Geheimprotokoll (Hidden Agenda), Großbritannien – Regie: Ken Loach
- Riff-Raff, Großbritannien – Regie: Ken Loach

1994
Drei Farben: Blau (Trois couleurs: bleu), Frankreich – Regie: Krzysztof Kieślowski
- Peter’s Friends, Großbritannien – Regie: Kenneth Branagh
- The Crying Game, Großbritannien – Regie: Neil Jordan

1995
The Snapper, Großbritannien – Regie: Stephen Frears
- Raining Stones, Großbritannien – Regie: Ken Loach
- Was vom Tage übrig blieb (The Remains of the Day), Großbritannien – Regie: James Ivory

1996
Lamerica, Italien – Regie: Gianni Amelio
- Carrington, Großbritannien/Frankreich – Regie: Christopher Hampton
- King George – Ein Königreich für mehr Verstand (The Madness of King George), Großbritannien – Regie: Nicholas Hytner

1997
Lügen und Geheimnisse (Secrets & Lies), Großbritannien/Frankreich – Regie: Mike Leigh
- Breaking the Waves, Dänemark – Regie: Lars von Trier
- Der Blick des Odysseus (To vlemma tou Odyssea), Griechenland/Frankreich/Italien – Regie: Theo Angelopoulos

1998
Ganz oder gar nicht (The Full Monty), Großbritannien – Regie: Peter Cattaneo
- Brassed Off – Mit Pauken und Trompeten (Brassed Off), Großbritannien – Regie: Mark Herman
- Der englische Patient (The English Patient), Großbritannien – Regie: Anthony Minghella

1999
Der Boxer (The Boxer), Irland – Regie: Jim Sheridan
- Aprile, Italien – Regie: Nanni Moretti
- Der Dieb (Вор), Russland/Frankreich – Regie: Pawel Tschuchrai
- Marius und Jeannette – Eine Liebe in Marseille (Marius et Jeannette), Frankreich – Regie: Robert Guédiguian

## 2000er Jahre
2000
Das Leben ist schön (La vita è bella), Italien – Regie: Roberto Benigni
- Es beginnt heute (Ça commence aujourd’hui), Frankreich – Regie: Bertrand Tavernier
- Dinner für Spinner (Le Dîner de cons), Frankreich – Regie: Francis Veber
- Schwarze Katze, weißer Kater (Crna macka, beli macor), Jugoslawien/Frankreich/Deutschland – Regie: Emir Kusturica

2001
Dancer in the Dark, Dänemark – Regie: Lars von Trier
- Chicken Run – Hennen rennen (Chicken Run), Großbritannien – Regie: Peter Lord und Nick Park
- Die Treulosen (Trolösa), Schweden – Regie: Liv Ullmann
- East is East (East Is East), Großbritannien – Regie: Damien O’Donnell

2002
Die fabelhafte Welt der Amélie (Le Fabuleux destin d’Amélie Poulain), Frankreich – Regie: Jean-Pierre Jeunet
- Billy Elliot – I Will Dance (Billy Elliot), Großbritannien – Regie: Stephen Daldry
- Bridget Jones – Schokolade zum Frühstück (Bridget Jones’s Diary), Großbritannien – Regie: Sharon Maguire
- Chocolat – Ein kleiner Biss genügt (Chocolat), Großbritannien – Regie: Lasse Hallström

2003
Der Pianist (The Pianist), Großbritannien – Regie: Roman Polański
- Bella Martha, Deutschland – Regie: Sandra Nettelbeck
- Gosford Park, Großbritannien – Regie: Robert Altman
- Italienisch für Anfänger (Italiensk for begyndere), Dänemark – Regie: Lone Scherfig

2004
Good Bye, Lenin!, Deutschland – Regie: Wolfgang Becker
- Die Blume des Bösen (La fleur du mal), Frankreich – Regie: Claude Chabrol
- Die Träumer (The Dreamers), Großbritannien/Frankreich/Italien – Regie: Bernardo Bertolucci
- Dogville (Dogville), Dänemark – Lars von Trier

2005
Gegen die Wand, Deutschland – Regie: Fatih Akin
- Being Julia, Großbritannien/Ungarn – Regie: István Szabó
- Das Mädchen mit dem Perlenohrring (Girl with a Pearl Earring), Großbritannien – Regie: Peter Webber
- Monsieur Ibrahim und die Blumen des Koran (Monsieur Ibrahim et les fleurs du Coran), Frankreich – Regie: François Dupeyron

2006
Match Point, Großbritannien – Regie: Woody Allen
- Der ewige Gärtner (The Constant Gardener), Großbritannien – Regie: Fernando Meirelles
- Der Untergang, Deutschland – Regie: Oliver Hirschbiegel
- Die Kinder des Monsieur Mathieu (Les Choristes), Frankreich – Regie: Christophe Barratier

2007
Die Queen (The Queen), Großbritannien – Regie: Stephen Frears
- Klang der Stille (Copying Beethoven), Deutschland – Regie: Agnieszka Holland
- Scoop – Der Knüller (Scoop), Großbritannien – Regie: Woody Allen
- The Wind That Shakes the Barley, Großbritannien/Irland/Frankreich/Deutschland – Regie: Ken Loach

2008
nicht vergeben

2009
4 Monate, 3 Wochen und 2 Tage (4 luni, 3 săptămâni și 2 zile), Rumänien – Regie: Cristian Mungiu
- Auf der anderen Seite, Deutschland – Regie: Fatih Akin
- Der Junge im gestreiften Pyjama (The Boy in the Striped Pyjamas), Großbritannien – Regie: Mark Herman
- The Dark Knight, Großbritannien – Regie: Christopher Nolan

## 2010er Jahre
2010
Slumdog Millionär (Slumdog Millionaire), Großbritannien – Regie: Danny Boyle
- Die Klasse (Entre les murs), Frankreich – Regie: Laurent Cantet
- So finster die Nacht (Låt den rätte komma in), Schweden – Regie: Tomas Alfredson
- Willkommen bei den Sch’tis (Bienvenue chez les Ch’tis), Frankreich – Regie: Dany Boon

2011
The King’s Speech, Großbritannien – Regie: Tom Hooper
- Das weiße Band – Eine deutsche Kindergeschichte, Deutschland/Österreich/Frankreich/Italien – Regie: Michael Haneke
- Der Ghostwriter (The Ghost Writer), Frankreich/Deutschland/Großbritannien – Regie: Roman Polański
- Ein Prophet (Un prophète), Frankreich/Italien – Regie: Jacques Audiard

2012
The Artist, Frankreich – Regie: Michel Hazanavicius
- Der Gott des Gemetzels (Carnage), Frankreich/Deutschland/Polen – Regie: Roman Polański
- Jane Eyre, Großbritannien – Regie: Cary Joji Fukunaga
- Melancholia, Dänemark – Regie: Lars von Trier

2013
Ziemlich beste Freunde (Intouchables), Frankreich – Regie: Olivier Nakache und Éric Toledano
- Der Geschmack von Rost und Knochen (De rouille et d’os), Frankreich/Belgien – Regie: Jacques Audiard
- In ihrem Haus (Dans la maison), Frankreich – Regie: François Ozon
- Shame, Großbritannien – Regie: Steve McQueen

2014
Liebe (Amour), Österreich – Regie: Michael Haneke
- Blau ist eine warme Farbe (La Vie d’Adèle), Frankreich – Regie: Abdellatif Kechiche
- Die Jagd (Jagten), Dänemark – Regie: Thomas Vinterberg
- La Grande Bellezza – Die große Schönheit (La grande bellezza), Italien – Regie: Paolo Sorrentino

2015
Ida, Polen – Regie: Paweł Pawlikowski
- Das Salz der Erde (The Salt of the Earth), Frankreich – Regie: Juliano Ribeiro Salgado und Wim Wenders
- Der Hundertjährige, der aus dem Fenster stieg und verschwand (Hundraåringen som klev ut genom fönstret och försvann), Schweden – Regie: Felix Herngren
- Monsieur Claude und seine Töchter (Qu’est-ce qu’on a fait au Bon Dieu?), Frankreich – Regie: Philippe de Chauveron

2016
Mustang, Frankreich – Regie: Deniz Gamze Ergüven
- Auf dem Weg zur Schule (Sur le chemin de l’école), Frankreich – Regie: Pascal Plisson
- Leviathan (Левиафан), Russland – Regie: Andrei Swjaginzew
- Macbeth, Großbritannien – Regie: Justin Kurzel

2017
Elle, Frankreich – Regie: Paul Verhoeven
- Genius – Die tausend Seiten einer Freundschaft (Genius), Großbritannien – Regie: Michael Grandage
- Ich, Daniel Blake (I, Daniel Blake), Großbritannien – Regie: Ken Loach
- Son of Saul (Saul fia), Ungarn – Regie: László Nemes Jeles

2018
The Square, Schweden – Regie: Ruben Östlund
- Das Leben ist ein Fest (Le Sens de la fête), Frankreich – Regie: Olivier Nakache und Éric Toledano
- Lady Macbeth, Großbritannien – Regie: William Oldroyd
- Toni Erdmann, Deutschland – Regie: Maren Ade

2019
Cold War – Der Breitengrad der Liebe (Zimna wojna), Polen – Regie: Paweł Pawlikowski
- Der seidene Faden (Phantom Thread), Großbritannien – Regie: Paul Thomas Anderson
- Girl, Belgien – Regie: Lukas Dhont
- The Party, Großbritannien – Regie: Sally Potter

## 2020er Jahre
2020
Die Wütenden – Les Misérables (Les Misérables), Frankreich – Regie: Ladj Ly
- Border (Gräns), Schweden – Regie: Ali Abbasi
- Porträt einer jungen Frau in Flammen (Portrait de la jeune fille en feu), Frankreich – Regie: Céline Sciamma
- Yesterday, Großbritannien – Regie: Danny Boyle

2021
The Father, Großbritannien – Regie: Florian Zeller
- Corpus Christi (Boże Ciało), Polen – Regie: Jan Komasa
- Falling, Großbritannien – Regie: Viggo Mortensen
- Intrige (J’accuse), Frankreich – Regie: Roman Polański

2022
Der Rausch (Druk), Dänemark – Regie: Thomas Vinterberg
- Ich bin dein Mensch, Deutschland – Regie: Maria Schrader
- Promising Young Woman, Großbritannien – Regie: Emerald Fennell
- Was dein Herz dir sagt – Adieu ihr Idioten! (Adieu les cons), Frankreich – Regie: Albert Dupontel

2023
Der schlimmste Mensch der Welt (Verdens verste menneske), Norwegen – Regie: Joachim Trier
- Belfast, Großbritannien – Regie: Kenneth Branagh
- The Hand of God (È stata la mano di Dio), Italien – Regie: Paolo Sorrentino
- Un monde, Belgien – Regie: Laura Wandel
- Verlorene Illusionen (Illusions perdues), Frankreich – Regie: Xavier Giannoli

2024
Anatomie eines Falls (Anatomie d’une chute), Frankreich – Regie: Justine Triet
- Acht Berge (Le otto montagne), Italien – Regie: Felix Van Groeningen und Charlotte Vandermeersch
- Aftersun, Großbritannien – Regie: Charlotte Wells
- Das Lehrerzimmer, Deutschland – Regie: İlker Çatak
- Sigurno mjesto, Kroatien – Regie: Juraj Lerotić

2025
Emilia Pérez, Frankreich – Regie: Jacques Audiard
- Der Graf von Monte Christo (Le Comte de Monte-Cristo), Frankreich – Regie: Matthieu Delaporte und Alexandre de La Patellière
- Flow, Lettland – Regie: Gints Zilbalodis
- La chimera, Italien – Regie: Alice Rohrwacher
- The Zone of Interest, Großbritannien – Regie: Jonathan Glazer

## Länderstatistik
| Land           | Auszeichnungen | Nominierungen |
| -------------- | -------------- | ------------- |
| Frankreich     | 11             | 41            |
| Großbritannien | 9              | 48            |
| Deutschland    | 2              | 14            |
| Italien        | 2              | 11            |
| Dänemark       | 2              | 7             |
| Polen          | 2              | 4             |
| Schweden       | 1              | 5             |
| Irland         | 1              | 2             |
| Österreich     | 1              | 2             |
| Norwegen       | 1              | 1             |
| Rumänien       | 1              | 1             |
| Belgien        | 0              | 3             |
| Russland       | 0              | 2             |
| Ungarn         | 0              | 2             |
| Griechenland   | 0              | 1             |
| Kroatien       | 0              | 1             |
| Lettland       | 0              | 1             |
| BR Jugoslawien | 0              | 1             |